# Закон Амага
Закон Амага — закон адитивності індивідуальних об'ємів газів.
Згідно з цим законом, загальний об'єм V суміші хімічно не взаємодіючих газів дорівнює сумі тих індивідуальних об'ємів VГі, які займав би кожен з цих газів, взятий при тих же температурі і тиску, що і суміш газів:
V = VГ1 + VГ2 + VГ3 +….
Названий на честь французького хіміка Еміля Амага.